# Máfia do Apito
Máfia do Apito foi o nome dado pela imprensa brasileira a um esquema de manipulação de resultados futebolísticos, denunciado em uma reportagem do jornalista André Rizek, em matéria de capa da edição de 23 de setembro de 2005 da revista Veja. O caso ganhou repercussão, evoluindo para um processo judicial e investigado por agentes do Combate ao Crime Organizado, em São Paulo, conjuntamente com o Departamento de Polícia Federal, em outubro.
Com o escândalo, onze jogos do Campeonato Brasileiro de Futebol de 2005 - Série A foram anulados.

## Denúncia
A revista Veja denunciou um esquema de manipulação de resultados de jogos envolvendo os árbitros Edílson Pereira de Carvalho e José Paulo Danelon, ambos da filiados à Federação Paulista de Futebol.
Conversas telefônicas gravadas pelo Ministério Público e pela Polícia Federal revelaram a existência do esquema no qual juízes manipularam partidas de futebol para favorecer empresários que apostavam em sites ilegais. Os árbitros recebiam R$ 10 mil por jogo adulterado. Os empresários, que tinham ligação com donos de casas de bingo, empregavam até R$ 200 mil nas apostas.
Edílson Pereira de Carvalho e o empresário Nagib Fayad ficaram em prisão temporária por cinco dias. O empresário Wanderlei Pololi, acusado de ser o responsável pela intermediação entre Edílson e Nagib também foi preso temporariamente por cinco dias.
Armando Marques, presidente da Comissão Nacional de Arbitragem deixou o cargo devido ao escândalo de manipulação de resultados. Edson Rezende, ex-árbitro e ex-delegado da Polícia Federal, assumiu de forma interina a CNA. O presidente da CBF, Ricardo Teixeira, eximiu a entidade de responsabilidade e mostrou apoio à qualquer decisão que seria tomada pelo STJD sobre o caso.
Solto, o árbitro Edílson Pereira de Carvalho começou a cobrar R$ 15 mil para conceder entrevista exclusivas após sua prisão. Nas muitas entrevistas, Edílson afirmaria que pessoas ligadas à Federação Paulista de Futebol sempre procuravam os árbitros para pedir para eles favorecerem determinadas equipes grandes do futebol paulista. Acusou Armando Marques, ex-presidente da Comissão Nacional de Arbitragem, de lhe pressionar para ajudar o Flamengo em um jogo contra o Juventude, em Caxias do Sul, pela Copa do Brasil de 2001. Edílson ainda acusaria Reinaldo Carneiro Bastos, vice-presidente da Federação Paulista de Futebol, e Armando Marques, de ter lhe pedido para que tentasse manipular outros resultados. Edílson citou cinco partidas: Flamengo x Juventude (2001), Nacional x Boca Juniors (Mercosul, 2001), Santos x São Caetano (2004), Corinthians x Portuguesa Santista (2005) e Mogi Mirim x Santos (2005).

### Ação Esportiva
Na seara do esporte, onze jogos apitados por Edílson no Brasileirão acabaram anulados. O presidente do Superior Tribunal de Justiça Desportiva, Luiz Zveiter, conseguiu carta branca dos auditores do órgão para decidir sozinho sobre o escândalo da arbitragem. Zveiter alegou que a anulação ocorreu para remover completamente a participação do árbitro no Brasileirão, tentando assim, restaurar um pouco do prestígio da disputa.
Juntos, Edílson e Danelon haviam apitado 40 jogos suspeitos ao longo de 2005: dois pela Copa Libertadores da América de 2005, um da Copa Sul-Americana de 2005, 22 no Campeonato Paulista de Futebol de 2005, quatro da Campeonato Brasileiro de Futebol de 2005 - Série B e onze pelo Campeonato Brasileiro de Futebol de 2005 - Série A. Zveiter, no entanto, se focou apenas nas partidas da Série A. A justificativa era de que a Libertadores e o Paulistão haviam terminado. Ainda em andamento, a Sul-Americana estava na alçada da federação do continente, a Conmebol. A Série B estava nas semifinais, e anular os jogos da primeira fase poderia alterar o chaveamento, mas não os participantes das finais. Segundo o promotor José Reinaldo Guimarães Carneiro: "Dissemos que, na visão do MP, todos os jogos que esses caras apitaram em 2005 estão contaminados".
O campeão do Campeonato Brasileiro de Futebol de 2005 - Série A daquele ano foi o  Corinthians, que terminou 3 pontos a frente do 2º colocado, o Internacional. Se os resultados originais dos jogos tivessem sido mantidos, o Internacional poderia ter sido campeão, caso viesse a manter a dianteira da tabela.
Os clubes insatisfeitos com a decisão do presidente do Superior Tribunal de Justiça Desportiva reclamaram que o contexto não era o mesmo do jogo original. Por exemplo, o Santos venceu o Corinthians em julho com Robinho em campo, mas em outubro o atleta já havia sido negociado. Por outro lado, alguns clubes apoiaram a decisão, como o Juventude e o Fluminense.
A decisão de Zveiter levou a uma guerra de liminares nas justiças estaduais. Em 2007, o ex-presidente do Corinthians, Alberto Dualib, insinuou que o título brasileiro conquistado de 2005 foi "roubado". O Corinthians havia feito grandes investimentos com a parceria com a MSI de Kia Joorabchian. Para Dualib, o título deveria ter ficado com o Internacional.
Se os jogos da Campeonato Brasileiro de Futebol de 2005 - Série B fossem anulados, o Esporte Clube Vitória poderia não ser rebaixado.
O custo para repetir jogos do Campeonato Brasileiro de Futebol de 2005 - Série A chegou a R$ 1,3 milhão. Isso correspondeu à soma de passagens aéreas, custo operacional das partidas e hospedagens.

### Ação Criminal
Os três envolvidos, Edílson Pereira de Carvalho, Paulo José Danelon, Nagib Fayad foram denunciados pelos crimes de estelionato e formação de quadrilha. A ação penal foi suspensa em 2007 por ordem do Desembargador Fernando Miranda, do Tribunal de Justiça de São Paulo. Em 20 de agosto de 2009, o Tribunal de Justiça de São Paulo julgou improcedente a ação penal, entendendo que não teria havido qualquer tipificação dos crimes praticados pelos denunciados na esfera criminal. Assim, por não haver tipificação, não foram responsabilizados criminalmente. Porém, na esfera civil, foi impetrada uma Ação Civil Pública, ajuizada pelo Ministério Público do Estado de São Paulo, contra os três acusados, além da Confederação Brasileira de Futebol e a Federação Paulista de Futebol. O Ministério Público pediu a condenação dos réus a "indenizarem os danos materiais e morais causados aos torcedores" por crime tipificado no Estatuto do Torcedor (Lei nº 10.671/2003), onde são equiparados aos consumidores, que têm seus direitos assegurados pelo Código de Defesa do Consumidor (Lei nº 8.078/90). Ainda no entendimento do MP, as entidades organizadoras dos eventos desportivos também deveriam ser responsabilizadas, entendimento este que foi contestado pelas entidades organizadoras, devido à "não profissionalização dos árbitros de futebol e ausência de vínculo empregatício entre esses e as entidades, nos termos do artigo 88, da Lei n.º 9.615-98 (Lei Pelé)".
Em julho de 2010, os crimes foram tipificados no Estatuto do Torcedor, com a promulgação da Lei n.º 12.299/2010, que alterou o artigo 41 do Estatuto e incluiu as penas para cada tipificação.

Art. 41-C. Solicitar ou aceitar, para si ou para outrem, vantagem ou promessa de vantagem patrimonial ou não patrimonial para qualquer ato ou omissão destinado a alterar ou falsear o resultado de competição esportiva ou evento a ela associado: (Redação dada pela Lei nº 13.155, de 2015)

Pena - reclusão de 2 (dois) a 6 (seis) anos e multa.
Em outubro de 2020, o Superior Tribunal de Justiça anulou o processo contra as entidades organizadoras (CBF e FPF), com o entendimento que "as adversidades sofridas por expectadores de determinada modalidade esportiva não costumam interferir intensamente em seu bem estar. Podem causar dissabores e contratempos, sentimentos de caráter efêmero que tendem a desaparecer em curto espaço de tempo".

## Partidas anuladas pelo STJD
| Data           | Mandante      | Placar | Visitante   |
| -------------- | ------------- | ------ | ----------- |
| 8 de maio      | Vasco da Gama | 0–1    | Botafogo    |
| 2 de julho     | Ponte Preta   | 1–0    | São Paulo   |
| 16 de julho    | Paysandu      | 1–2    | Cruzeiro    |
| 24 de julho    | Juventude     | 1–4    | Figueirense |
| 31 de julho    | Santos        | 4–2    | Corinthians |
| 7 de agosto    | Vasco da Gama | 2–1    | Figueirense |
| 10 de agosto   | Cruzeiro      | 4–1    | Botafogo    |
| 14 de agosto   | Juventude     | 2–0    | Fluminense  |
| 21 de agosto   | Internacional | 3–2    | Coritiba    |
| 7 de setembro  | São Paulo     | 3–2    | Corinthians |
| 10 de setembro | Fluminense    | 3–0    | Brasiliense |

| Nova data     | Mandante      | Novo placar | Visitante   |
| ------------- | ------------- | ----------- | ----------- |
| 19 de outubro | Vasco da Gama | 1–0         | Botafogo    |
| 19 de outubro | Ponte Preta   | 2–0         | São Paulo   |
| 19 de outubro | Paysandu      | 4–1         | Cruzeiro    |
| 19 de outubro | Juventude     | 2–2         | Figueirense |
| 12 de outubro | Santos        | 2–3         | Corinthians |
| 12 de outubro | Vasco da Gama | 3–3         | Figueirense |
| 12 de outubro | Cruzeiro      | 2–2         | Botafogo    |
| 12 de outubro | Juventude     | 3–4         | Fluminense  |
| 28 de outubro | Internacional | 3–2         | Coritiba    |
| 24 de outubro | São Paulo     | 1–1         | Corinthians |
| 24 de outubro | Fluminense    | 1–1         | Brasiliense |

| Vitória da equipe da casa; Vitória do visitante; Empate. |